# (100826) 1998 HH2
(100826) 1998 HH2 es un asteroide perteneciente al cinturón de asteroides, región del sistema solar que se encuentra entre las órbitas de Marte y Júpiter, descubierto el 18 de abril de 1998 por el equipo del Spacewatch desde el Observatorio Nacional de Kitt Peak, Arizona, Estados Unidos.

## Designación y nombre
Designado provisionalmente como 1998 HH2. 

## Características orbitales
1998 HH2 está situado a una distancia media del Sol de 2,373 ua, pudiendo alejarse hasta 2,739 ua y acercarse hasta 2,007 ua. Su excentricidad es 0,154 y la inclinación orbital 1,602 grados. Emplea 1335,49 días en completar una órbita alrededor del Sol.

## Características físicas
La magnitud absoluta de 1998 HH2 es 16,6. 